# Leptoconops freeborni
Leptoconops freeborni är en tvåvingeart som beskrevs av Wirth 1952. Leptoconops freeborni ingår i släktet Leptoconops och familjen svidknott. Inga underarter finns listade i Catalogue of Life.